# Рейни-Ривер (округ)
Ре́йни-Ри́вер («Дождевая река») — административный округ в провинции Онтарио, Канада. Крупнейшим городом и административным центром округа является город Форт-Франсес. Население — 21 564 чел. (по переписи 2006 года).

## География

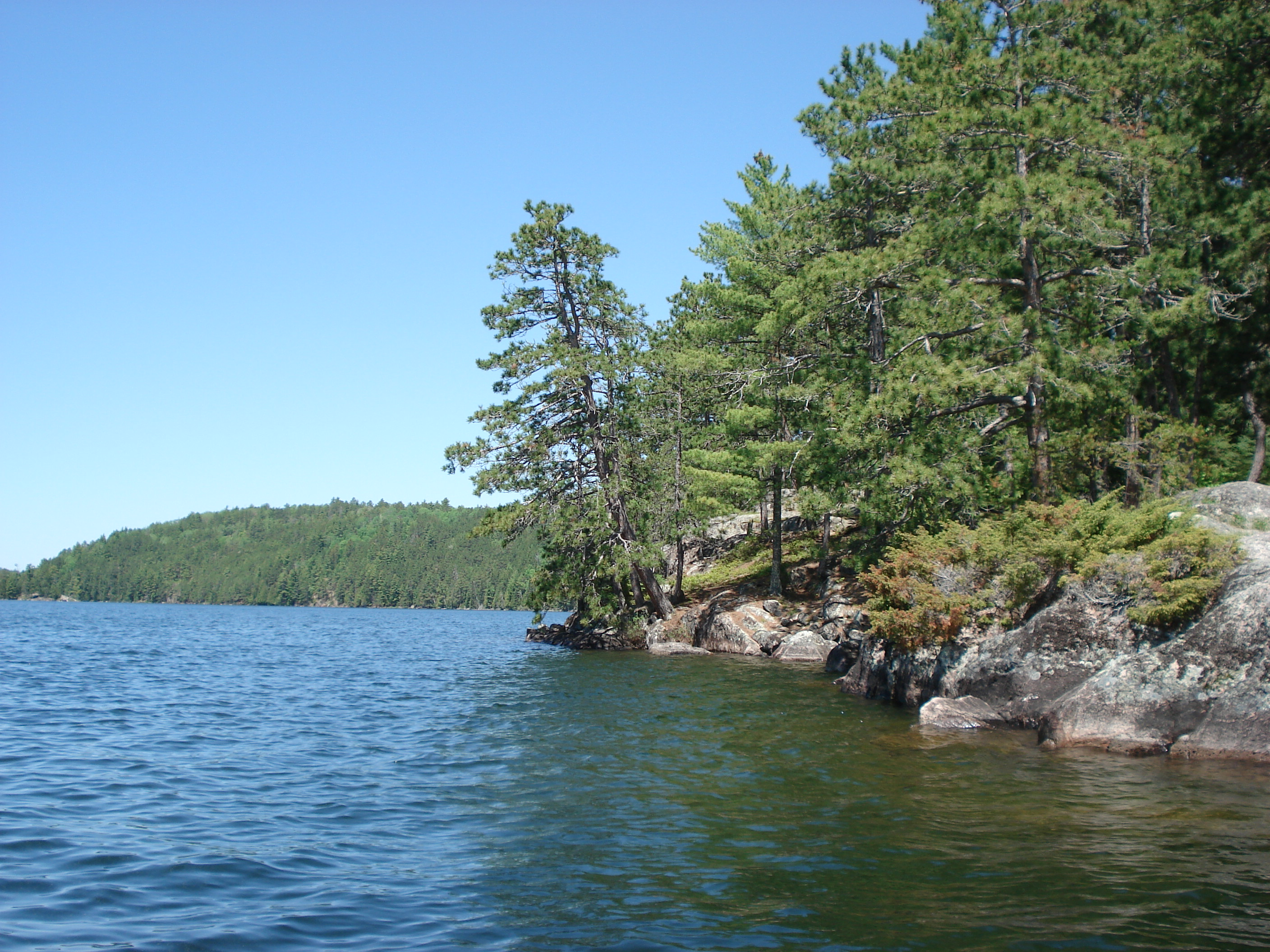
На берегу озера Сара

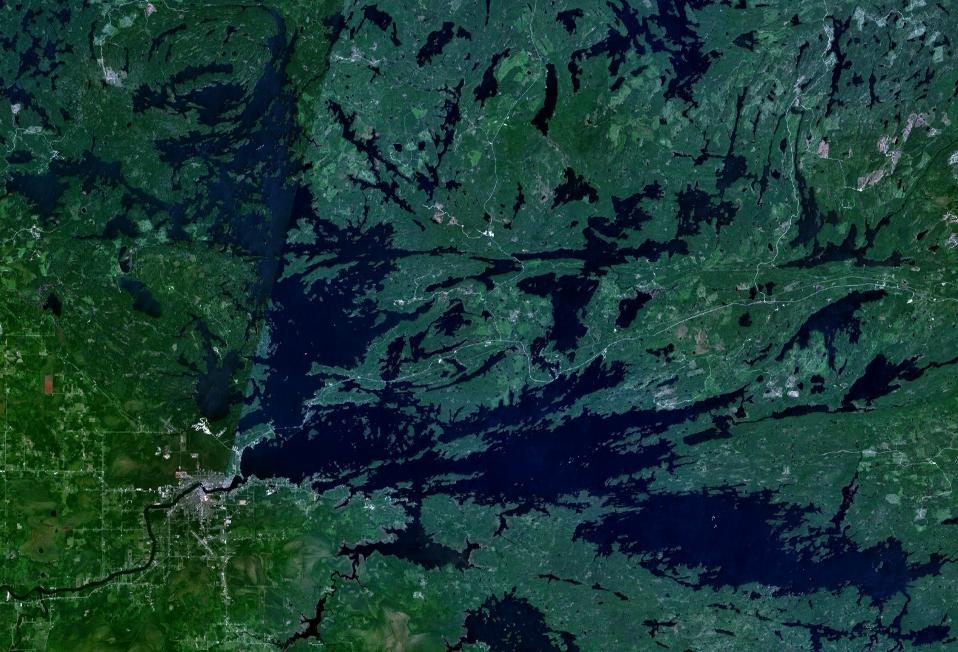
Озеро Рейни-Лейк, снимок со спутника

Округ расположен на юго-западе провинции Онтарио, в регионе Северное Онтарио. На севере Рейни-Ривер граничит с округом Кенора, на востоке — с округом Тандер-Бей, на юге — с округами американского штата Миннесота: Кучичингом, Сент-Луисом, Лейком и Куком, на юго-западе — с округом Лейк-оф-Вудс (также Миннесота); на западе омывается водами озера Лесного.

## Административное деление
В состав округа входят следующие муниципальные образования:
- 2 города («тауна»): Форт-Франсез и Рейни-Ривер[англ.];
- 8 тауншипов: Албертон[англ.], Атикокан[англ.], Чаппл[англ.], Доусон[англ.], Эмо[англ.], Ла-Валли[англ.], Лейк-оф-Вудс[англ.] и Морли[англ.];
- 1 межселенная территория — Рейни-Ривер[англ.];
- 11 индейских территорий: Эдженси 1[англ.], Кучичинг[англ.], Негуагуон-Лейк 25Д[англ.], Рейни-Лейк[англ.], Сейн-Ривер[англ.], Биг-Грасси-Ривер 35Г, Биг-Айленд-Мэйнлед 93, Лонг-Солт 12, Маниту-Рапидс 11, Сабасконг-Бей 35Ц и Сэг-э-Гоу-Синг 1.

## Население
Из примерно 12,6 тысячи жителей, населяющих округ, 10 625 составляют мужчины и 10 935 — женщины. Средний возраст населения — 41,0 лет (против 39,0 лет в среднем по провинции). При этом средний возраст мужчин составляет 40,5 лет, а женщин — 41,3 (аналогичные показатели по Онтарио — 38,1 и 39,9 соответственно).
На территории округа зарегистрировано 8585 частных жилых помещений, принадлежащих 6120 семьям.
Подавляющее большинство населения говорит на английском языке. Распространённость других языков невелика.
Крупнейший населённый пункт и административный центр — Форт-Франсес — 8103 чел. (чуть более половины населения округа, по переписи 2006 года).